# Codex Amiatinus

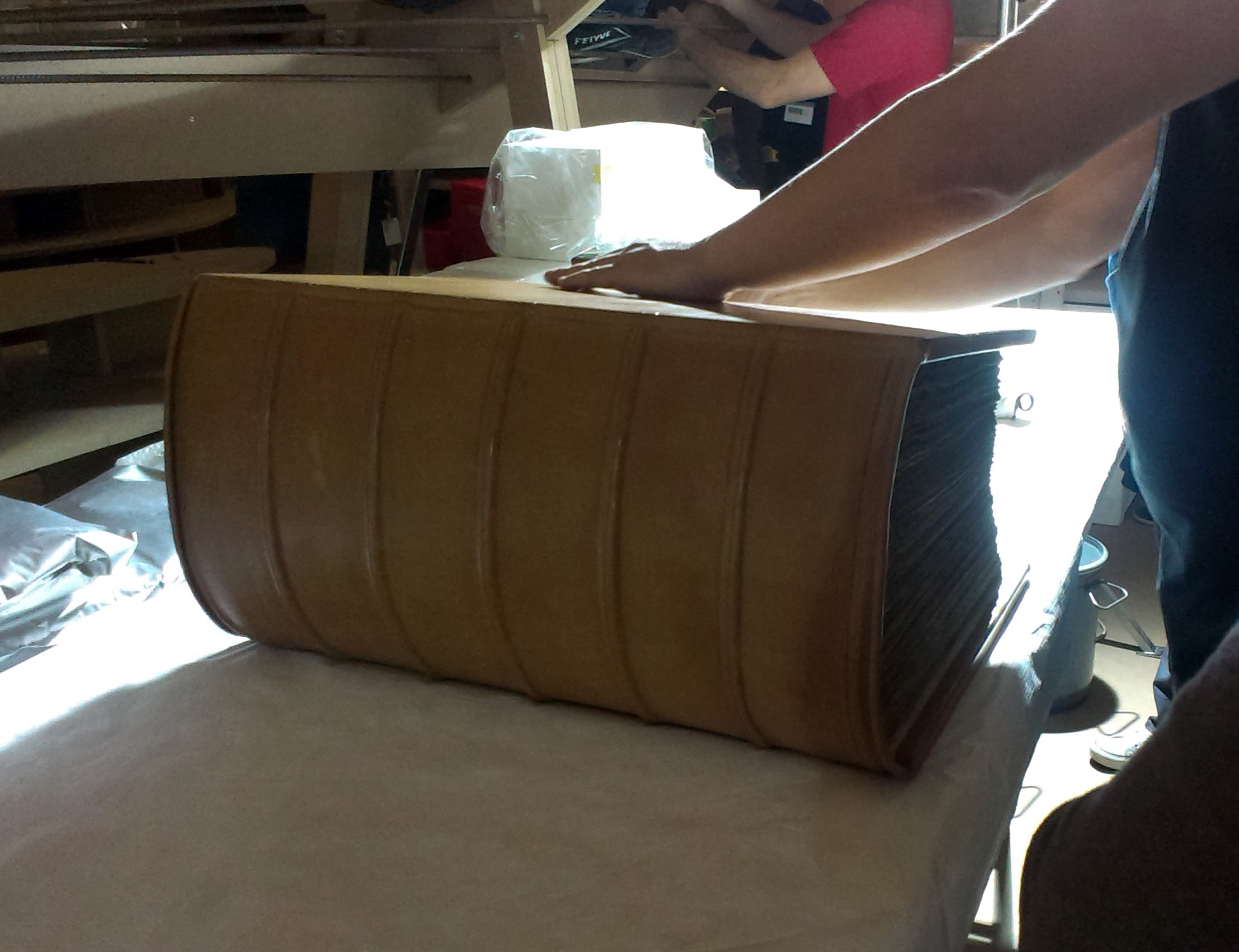
Codex Amiatinus

De Codex Amiatinus is het oudste bewaarde manuscript dat de volledige Bijbel bevat met het Oude en het Nieuwe Testament in de versie van de Vulgaat. Het handschrift werd geschreven in de abdijen van Wearmouth-Jarrow in het oude Northumbria voor 714. Deze Bijbel was lange tijd het referentiewerk bij uitstek voor de tekst van de Vulgaat, hij was de basis van de nieuwe tekst opgesteld in opdracht van paus Sixtus V tussen 1587 en 1590.

## Beschrijving
De Bijbel meet 50 bij 34 cm en bevat 1030 perkamenten folia. Het boek is bijna 30 cm dik en weegt ongeveer 35 kg. De Latijnse tekst is geschreven in twee kolommen van 44 regels in een geïtalianiseerde unciaal. In het handschrift kunnen zeven of meer verschillende handen worden aangewezen die, gebaseerd op de indeling van de katernen, tegelijkertijd aan de Bijbel werkten. Het schrift in uncialen is duidelijk niet Keltisch of Iers, maar afgeleid van het Romeinse schrift met een tekstopbouw in lange en korte lijnen, zoals in het Evangeliarium van Sint-Augustinus. Deze unciaal komt niet overeen met het insulair schrift dat gebruikelijk was in Ierland en Engeland van de 5e tot de 12e eeuw. Niettemin zijn de schrijvers wel degelijk Engels geweest zoals blijkt uit de wijze van afkorten en het gebruik van de initialen in diminuendo.
Het tekstblok meet ca. 35 bij 25,5 cm. De eerste acht folia zijn een fractie kleiner dan de andere en zijn versierd.

## Geschiedenis

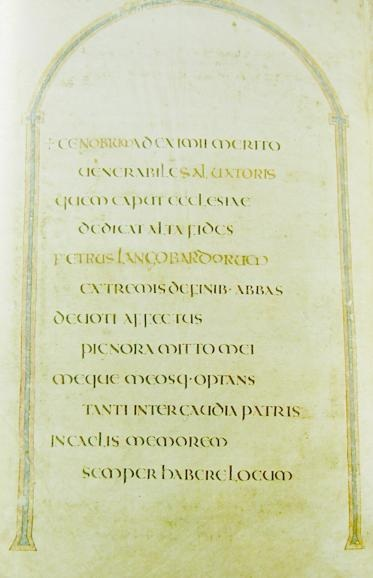
Codex Amiatinus, Opdracht

### Ontstaansgeschiedenis
Uit de Vita Ceolfridi een anonieme levensbeschrijving van Ceolfried (ca. 642-716), stichter van de Sint-Paulusabdij van Jarrow en abt van Wearmouth en Jarrow vanaf 686, weten we dat hij met de stichter en eerste abt van de Sint-Petrusabdij van Wearmouth, Benedictus Biscop (ca. 628-690), in 679 een reis naar Rome maakte, waarvan hij volgens Beda, monnik in Wearmouth (nu Monkwearmouth) en later in Jarrow, een immens aantal boeken van allerlei soorten meebracht. Beda vermeldde vrij specifiek dat het Ceolfried was die een nieuwe vertaling van de Bijbel (de Vulgaat) in drie volumes in Rome had gekocht samen met een Bijbel met de oude tekst in één volume. Die boeken, meegebracht van Rome, vormden waarschijnlijk de bibliotheek waaruit Beda kon putten voor zijn werk. Er is niets van bewaard gebleven tenzij misschien een klein fragment uit de Makkabeeën in de Latijnse versie van Hiëronymus, gebruikt als schutblad in een handschrift bewaard in de kathedraal van Durham.
Uit die anonieme levensbeschrijving van Ceolfried weten we ook dat hij drie Bijbels in één volume liet schrijven, een voor elk van de abdijkerken en een derde die hij misschien in reserve hield als geschenk voor een hooggeplaatst kerkelijk persoon of voor een derde klooster dat hij wou stichten. Beda vermeldt in zijn Historia ecclesiastica gentis Anglorum dat de Bijbels werden gekopieerd  naar het model van de pandect (volledige Bijbel in één volume) meegebracht uit Rome, maar aangepast aan de tekst van de Vulgaat.
Zowel de anonieme schrijver als Beda, vermelden dat Ceolfried toen hij 74 was, besloot om nog een reis naar Rome te maken en hij nam de derde pandect mee als een gift voor De heilige Petrus, de prins der apostelen, waarmee naar middeleeuws gebruik de paus bedoeld werd. Paus Constantijn I was overleden op 9 april 715 en dit besluit van Ceolfried werd waarschijnlijk genomen toen dit nieuws Engeland bereikte. Wat de precieze reden was kan niet meer achterhaald worden maar het levensverhaal vertelt verder dat Ceolfried in juni 716, in gezelschap van een aantal monniken inscheepte voor zijn reis met zijn boek met daarin een opdracht aan Sint-Petrus vanwege Ceolfridus abt van de Engelsen aan het einde van de wereld. Ceolfridus stierf in Langres in 717 en van de Bijbel werd sindsdien niets meer gehoord.

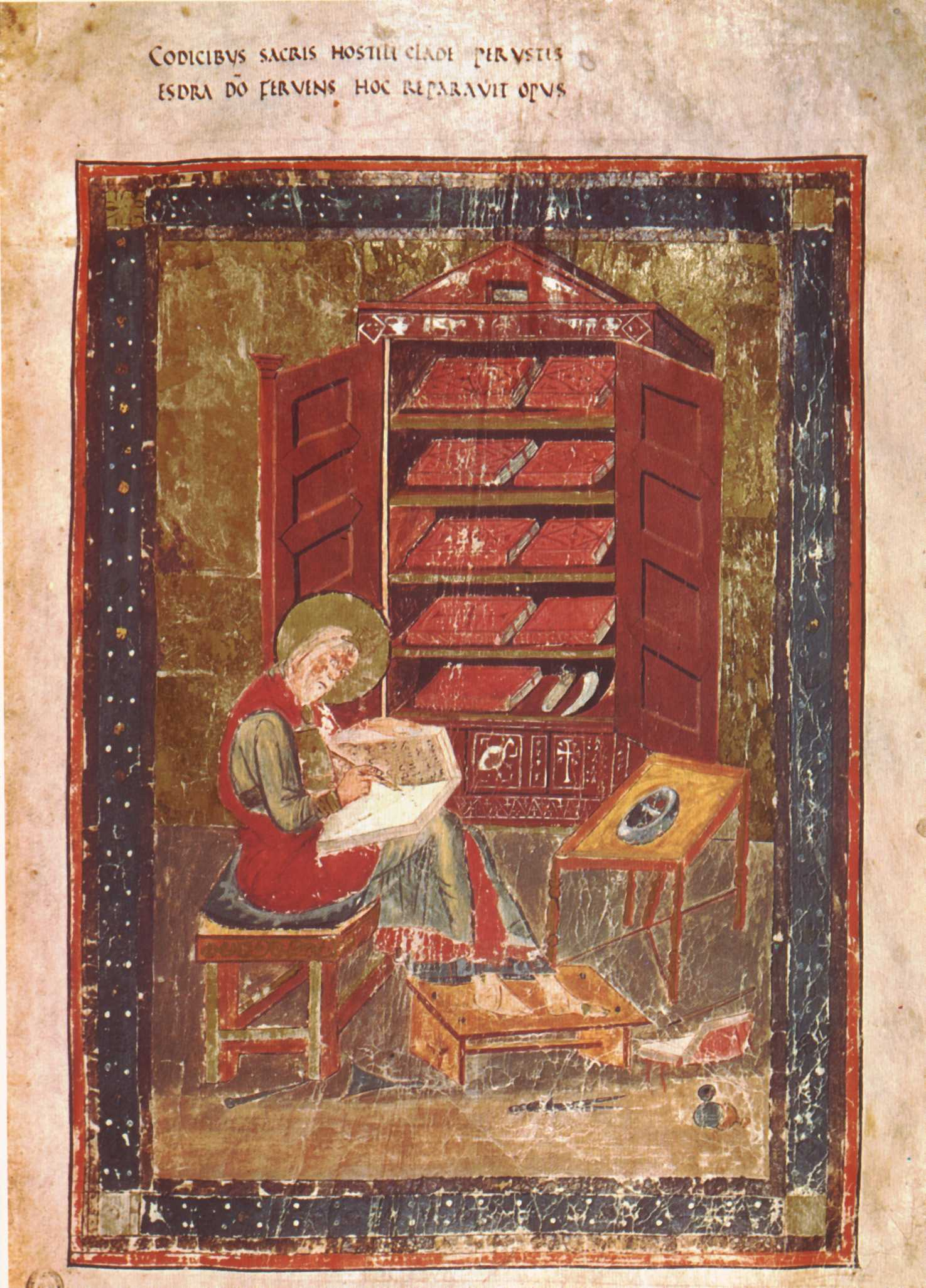
Codex Amiatinus, Ezra miniatuur

### In Toscane
In de abdij San Salvatore op de Monte Amiata in Toscane, gesticht in 762 door de benedictijnen en in 1228 overgenomen door de cisterciënzers werd sinds mensenheugenis een grote Bijbel in één volume bewaard, volgens de overlevering geschreven door Gregorius de Grote, met een opdracht aan Het klooster van de Verlosser (Salvatore) van Petrus, abt van de Lombarden aan het einde van de wereld. Het boek werd vermeld in een reliekenlijst van 1036, maar was waarschijnlijk al veel langer in het bezit van de abdij. Het boek was toen al bekend als het oudste bewaarde manuscript van de Vulgaat met de volledige tekst van de Bijbel. In 1587 werd het opgeëist door paus Sixtus V voor het opstellen van de nieuwe versie van de Vulgaat. Het keerde terug in de abdij  op 19 januari 1590. Onder de secularisatiemaatregelen van Keizer Jozef II werd het klooster opgeheven in 1782. Het boek bleef waarschijnlijk onbeheerd achter in de kloosterbibliotheek tot het bestaan ervan in 1789 ter ore kwam van Peter-Leopold, groothertog van Toscane, de latere keizer Leopold II. Hij liet het handschrift overbrengen naar Florence waar het kort daarna werd opgeslagen in zijn nieuwe bibliotheek, de Biblioteca Laurenziana, met als signatuur Cod. Amiat. I. In 1884 werd de tekst die was uitgewist en overschreven in de opdracht op folium 1 verso van het manuscript, ontcijferd door Giovanni Battista de Rossi en hij stelde vast dat de originele tekst de codex opdroeg aan Sint-Petrus vanwege Ceolfridus abt van de Engelsen aan het einde van de wereld waaruit dus bleek dat dit handschrift de codex is die door Ceolfried in 717 op zijn laatste reis werd meegenomen.

### Het bronmateriaal
Cassiodorus, de laat-Romeinse consul die zich omstreeks 539 terugtrok in het door hem gestichte cenobitischklooster en kluizenarij, Vivarium, bij Scylaceum in Calabrië, had een belangrijke bibliotheek opgebouwd, die hij bij zijn overlijden in 580 aan Vivarium naliet. In zijn Institutiones Divinarum et Saecularium Litterarum (ca. 543-555), zijn werk over de manier om theologie en andere wetenschappen te studeren, behandelde hij uitgebreid zijn ideeën over het onderverdelen en interpreteren van de Bijbel en beschreef hij in detail hoe hij deze principes had toegepast in een van zijn eigen manuscripten. De beschrijving die hij gaf, stemt zo exact overeen met wat is terug te vinden op de eerste bladzijden van de Codex Amiatinus, dat men moet aannemen dat dit directe kopieën zijn van zijn werk en dat naar alle waarschijnlijkheid het “grote aantal boeken” dat Ceolfried kocht in Rome voor een gedeelte afkomstig waren uit de voormalige bibliotheek van Cassiodorus.
Cassiodorus beschreef in zijn Instutitiones zijn eigen grote pandect, een Latijnse vertaling van de Bijbel die hij de Codex Grandior noemde. De tekst van het Oude Testament was afkomstig van de revisie van de eerste vertaling uit het Grieks door Hiëronymus en dus eigenlijk geen Vulgaat want die was vertaald uit het Hebreeuws. Als men rekening houdt met de extreme zeldzaamheid van volledige Bijbels in die tijd, was het waarschijnlijk dit boek, een Bijbel met de oude tekst in één volume, dat door Ceolfried werd meegebracht van Rome. Ook het plan van de tempel en de diagrammen met de onderverdeling van de Bijbel die door Cassiodorus werden beschreven zijn terug te vinden in de Codex Amiatinus. Vele onderzoekers zijn van mening dat het beroemde Ezra-portret vooraan in het manuscript, een hommage aan de man die de tekst van de heilige boeken terug opschreef omstreeks 457 v.Chr., na hun vernietiging tijdens de Babylonische ballingschap, eigenlijk een portret zou zij van Cassiodorus die de teksten van de Bijbel bewaarde  na de chaos in het Romeinse rijk. De miniatuur zou dan later aan het boek zijn toegevoegd door zijn opvolgers want Cassiodorus zelf heeft ze nooit beschreven.

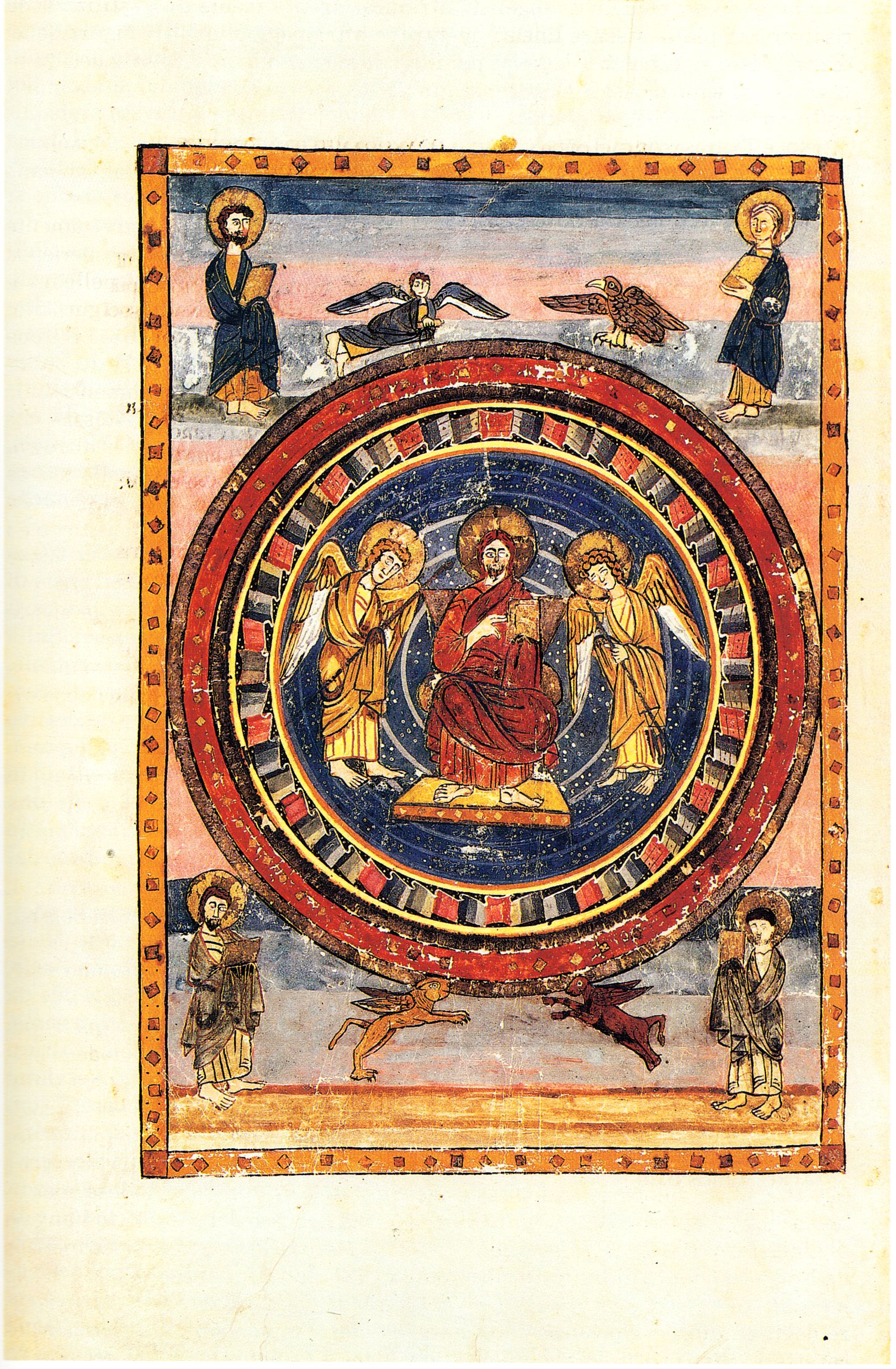
Codex Amiatinus, f796v, Christus in majesteit.

## Verluchting
Op de verso zijde van de eerste pagina is de opdracht geschreven bekroond met een boog. De later aangepaste tekst is duidelijk herkenbaar aan de bruinere inktkleur en de letters in de tekst zijn minder mooi gevormd. Op de recto zijde van het tweede folium, tegenover de opdracht vindt men de fameuze Ezra miniatuur. Dit is het oudste Engelse schilderwerk waaraan een absolute datum kan worden toegewezen (niet na 716).
Op de folia 6v-7r staat er een gedetailleerd plan van de joodse tempel in Jeruzalem met het tabernakel en het Heilige der Heiligen met de Ark van het Verbond.
Op de folia 3r, 4r en 8r vindt men diagrammen die de verschillende systemen van de onderverdeling van de Bijbel volgens Hilarius, Hiëronymus en Augustinus weergeven.
Op folium 796v is een miniatuur van Christus in majesteit geschilderd met rondom de centrale getroonde Christusfiguur, de afbeeldingen van de vier evangelisten met hun symbool. 
Voor het overige telt het manuscript weinig versieringen maar alleen strenge, gracieus geschreven tekst.